# Hoàng gia Phổ

Một phe của các nhà lãnh đạo Phổ đã giành được độc lập từ Lệnh Teutonic chuyên quyền với tư cách là phụ thuộc của Vua Ba Lan, 1454, Văn thư Lưu trữ Lịch sử Trung ương Ba Lan

Hoàng gia Phổ (tiếng Ba Lan: Prusy Królewskie; tiếng Đức: Königlichen Anteils; Tiếng Kashubia: Królewsczé Prësë; tiếng Anh: Royal Prussia) hoặc Ba Lan Phổ (tiếng Ba Lan: Prusy Polskie; tiếng Đức: Polnisch-Preußen; tiếng Anh: Polish Prussia) là một tỉnh của Vương quyền Ba Lan, được thành lập sau Hoà ước Thorn lần thứ hai (1466) từ lãnh thổ phía Tây Phổ, trước đây là một phần của Nhà nước Hiệp sĩ Teutonic. Hoàng gia Phổ vẫn giữ quyền tự trị, tự quản lý và duy trì luật pháp, phong tục, ngôn ngữ Đức của riêng mình.
Năm 1569, Hoàng gia Phổ được hợp nhất hoàn toàn vào Vương quốc Ba Lan và quyền tự trị của nó phần lớn bị loại bỏ. Kết quả là Quốc hội Hoàng gia Phổ được hợp nhất thành Thượng nghị viện Ba Lan. Năm 1772, lãnh thổ trước đây của Hoàng gia Phổ bị Vương quốc Phổ sáp nhập và sau đó được tổ chức lại thành tỉnh Tây Phổ. Điều này xảy ra vào thời điểm Phân chia Ba Lan lần thứ nhất, với các phần khác của Khối thịnh vượng chung Ba Lan-Litva bị Đế quốc Nga và Quân chủ Habsburg sát nhập.